# Ludmiła Sapowa
Ludmiła Władimirowna Sapowa (ros. Людмила Владимировна Сапова; ur. 3 maja 1984 w Moskwie) – rosyjska koszykarka grająca na pozycji silnej skrzydłowej.
W sezonie 2009/2010 zawodniczka polskiego klubu Tauron Basket Ligi Kobiet – KSSSE AZS PWSZ Gorzów Wielkopolski.